# السعيد عبد الواش
السعيد عبد الواش هو دراج مغربي من مواليد 20 يوليو 1988،شارك في بطولة العالم لسباق الدراجات على الطريق 2014.

## سباقات أو مراحل فاز بها
| التاريخ        | السباق                                                         | المركز                  |
| -------------- | -------------------------------------------------------------- | ----------------------- |
| 18 فبراير 2012 | Challenges de la Marche verte - Grand Prix Al Massira 2012     |                         |
| 07 مايو 2012   | Challenge du Prince-Trophée Princier 2012                      |                         |
| 01 يناير 2013  | طواف إفريقيا للدراجات 2012–13                                  |                         |
| 26 فبراير 2013 | Challenges de la Marche verte - Grand Prix Sakia El Hamra 2013 | الفائز في التصنيف العام |
| 27 فبراير 2013 | Challenges de la Marche verte - Grand Prix Oued Eddahab 2013   |                         |
| 27 فبراير 2014 | Challenges de la Marche verte - Grand Prix Sakia El Hamra 2014 | الفائز في التصنيف العام |
| 08 مارس 2014   | Critérium International d'Alger 2014                           |                         |
| 10 مايو 2014   | Challenge du Prince-Trophée de l'Anniversaire 2014             |                         |
| 09 نوفمبر 2014 | جائزة شانتال بيا الكبرى 2014                                   |                         |
| 26 فبراير 2015 | Challenges de la Marche verte - Grand Prix Sakia El Hamra 2015 |                         |
| 28 فبراير 2015 | Challenges de la Marche verte - Grand Prix Oued Eddahab 2015   | الفائز في التصنيف العام |
| 07 مايو 2015   | Challenge du Prince-Trophée Princier 2015                      |                         |
| 09 مايو 2015   | Challenge du Prince-Trophée de l'Anniversaire 2015             | الفائز في التصنيف العام |
| 19 ديسمبر 2015 | Challenge des phosphates - Grand Prix de Youssoufia 2015       |                         |
| 07 مارس 2016   | Tour de Orán 2016                                              |                         |
| 12 مارس 2016   | طواف بليدة 2016                                                |                         |
| 16 مارس 2016   | طواف سطيف الدولي 2016                                          | الفائز في التصنيف العام |
| 25 مارس 2016   | Tour international de Constantine 2016                         |                         |
| 26 مارس 2016   | Circuit de Constantine 2016                                    |                         |
| 09 فبراير 2017 | Challenge du Prince-Trophée Princier 2017                      |                         |
| 05 مارس 2017   | لا تروبيكال أميسا بونغو 2017                                   |                         |

## روابط خارجية
- السعيد عبد الواش على موقع الاتحاد الدولي للدراجات (الإنجليزية)
- السعيد عبد الواش على موقع أرشيف الدراجات (الإنجليزية)
- السعيد عبد الواش على موقع إحصائيات الدراجات الإحترافية (الإنجليزية)
- السعيد عبد الواش على موقع نسبة الدراجات (الإنجليزية)

- لمحة عن السعيد عبد الواش  على موقع ProCyclingStats  -  (برو  سايكلنج  ستاتس) - إحصاءات  محترفي  الدراجات.